# Анна Амалія Брауншвейг-Вольфенбюттельська
Анна Амалія Брауншвейг-Вольфенбюттельська (нім. Anna Amalia von Braunschweig-Wolfenbüttel, 24 жовтня 1739 — 10 квітня 1807) — брауншвейзька принцеса з династії Вельфів, донька герцога Брауншвейг-Люнебергу князя Брауншвейг-Вольфенбюттелю Карла I та прусської принцеси Філіпіни Шарлотти, дружина герцога Саксен-Веймару та Саксен-Айзенаху Ернста Августа II. Регентка обох герцогств у 1759—1775 роках при малолітніх синах. Покровителька мистецтв, композиторка.
На її честь у 1991 році була названа Бібліотека герцогині Анни Амалії у Веймарі.

## Біографія

### Дитинство та юність
Народилась 24 жовтня 1739 року у Вольфенбюттелі. Була п'ятою дитиною та другою донькою в родині герцога Брауншвейг-Люнебергу князя Брауншвейг-Вольфенбюттелю Карла I та його дружини Філіпіни Шарлотти Прусської. Мала старшу сестру Софію Кароліну та братів Карла та Крістіана, який за два роки пішов з життя. Ще один брат помер до її народження. Згодом сімейство поповнилося вісьмома молодшими дітьми, з яких шестеро досягли дорослого віку.
Подружнє життя батьків було щасливим. Разом вони просували культуру та мистецтво. Матір, освічена й талановита жінка, з дітьми віддавала перевагу суворій манері поведінці, яка узгоджувалась для неї з почуттям обов'язку. Анна Амалія у своїх мемуарах писала, що в дитинстві відчувала себе занедбаною та самотньою.
До 1753 року сімейство мешкало у Вольфенбюттельському замку, після чого переїхали до нової резиденції у Брауншвейг. Літню пору року проводили у замку-палаці Зальцдалюм, де влаштовувались пишні придворні святкування. Тамтешній сад у стилі бароко 1750 року переробили на сад рококо. Брауншвейзька резиденція не була завершеною, її будівництво тривало і після одруження Анни Амалії.

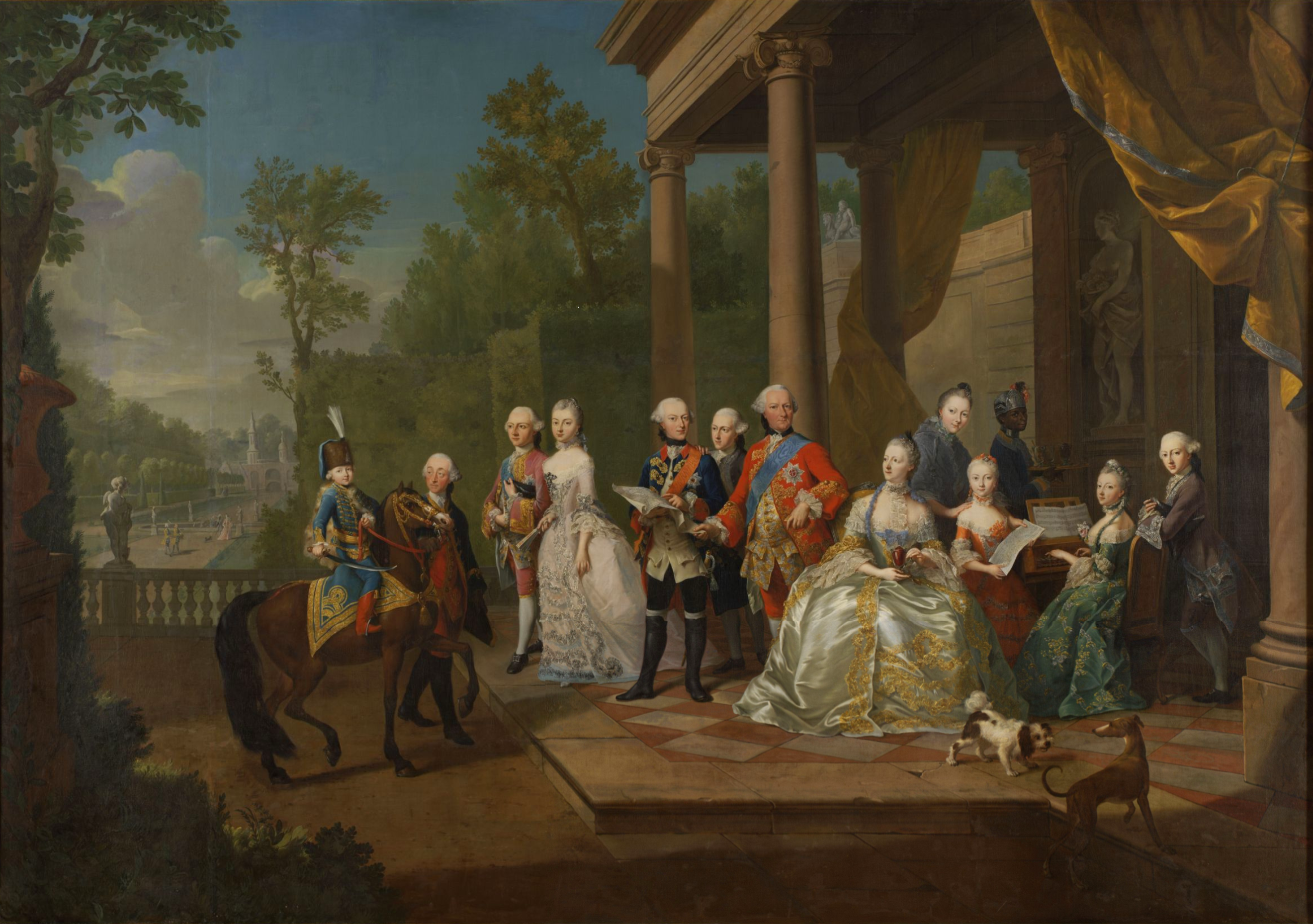
Родина Карла I на портреті пензля Й. Г. Тішбейна, 1762, Вільгельмсгьое

Освіту принцеса отримала відповідну дівчатам свого статусу. Найважливішою складовою вважалися релігійні настанови протестантства, які велися як німецькою, так і французькою мовами. Наставниками Анни Амалії були богослови Йоганн Єрузалем і Маттіас Міттельштедт. Окрім цього, дівчині вчителями колегіума Каролінум викладалися історія держав, регентів та імперій, природничі науки, математика, німецька, англійська та французька мови й німецька література, музика й образотворче мистецтво. Також принцеса навчалася танцювати та грати на фортепіано. Придворна поведінка, у тому числі сувора ієрархія й поводження з численними відвідувачами та розваги у вигляді концертних та оперних заходів, теж були частиною її виховання.

### Подружнє життя
У 16 років була видана заміж за 18-річного герцога Саксен-Веймару та Саксен-Ейзенаху Ернста Августа II. Вінчання пройшло 16 березня 1756 року в Брауншвейзі. З приводу радісної події був даний гарматний салют зі 150 залпів. Наречений офіційно був монархом вже тривалий час, але фактичне правління у його країнах регентство завершило лише за три місяці до весілля. Анна Амалія відмовилася від претензій на брауншвейзький престол за себе та своїх дітей.
Хоча шлюб був організований з політичних мотивів, чоловік поділяв прихильність Анни Амалії до музики та театру. Після прибуття до столиці, подружжя зробило перші кроки до розвитку культури у Веймарі, спонсоруючи придворний театр.
Наступного року Анна Амалія народила спадкоємця. Всього у подружжя було двоє синів. Герцогиню один із сучасників змальовував так:«Вона маленька на зріст, гарна на вигляд, має красиві руки й ноги, легку, але величаву ходу, говорить гарно, але швидко, і в ній багато захоплюючого та приємного».
Ернст Август II за часів свого володарювання майже не проявив себе чимось особливим. Всі державні справи він передав у ведення канцлера Генріха фон Бюнау. Втім, герцог залишився відомим своїм покровительством розведенню картоплі. З дитинства маючи слабке здоров'я, він помер у двадцятирічному віці. Молодший син подружжя народився вже за три місяці після його смерті. Анна Амалія другого шлюбу не брала.

### Регентство

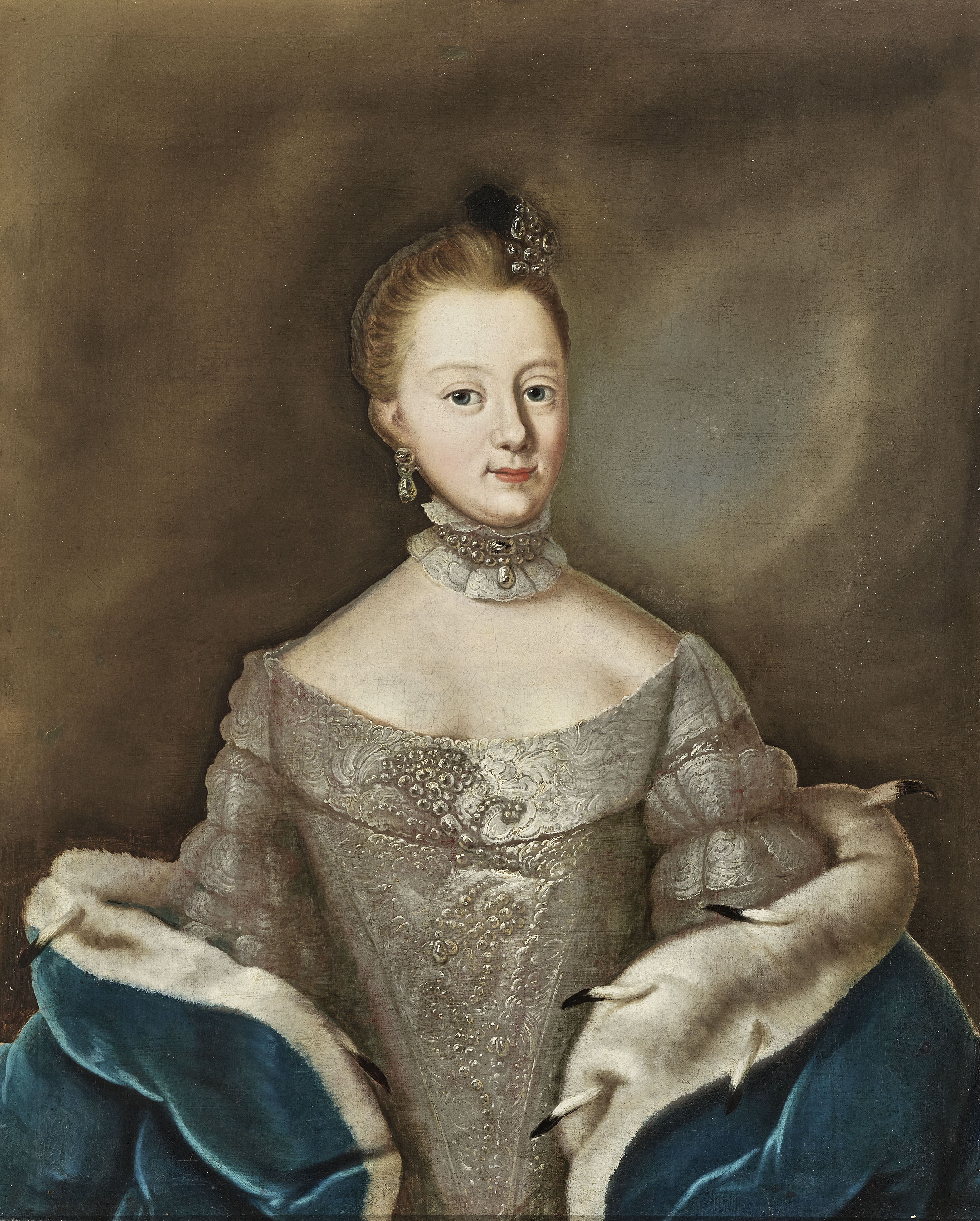
Портрет Анни Амалії роботи невідомого майстра

Сама герцогиня у своїх спогадах писала:
«У мої 18 років почалася найбільша епоха мого життя. Я вдруге стала мамою, овдовіла, стала регентом опіки. Швидкі зміни, які наступали одна за одною, викликали в моїй душі таке хвилювання, що я не могла прийти до тями. Злиття ідей, почуттів, все нерозвинене, відсутність друга, до якого можна було б звернутися. Я відчувала свою некомпетентність, але все ж мала знайти все в собі».
Анна Амалія була обрана чоловіком регентом для неповнолітнього сина, але, оскільки сама ще не досягла повноліття, перший час опіку здійснював її батько. Хоча він був представлений у Веймарі своїм віце-канцлером, між Карлом I та донькою встановився тісний контакт. І навіть коли вона перебрала на себе обов'язки, продовжувала регулярно звертатися за допомогою до батька. Разом з тим, його порад дотримувалася не завжди.
Верховною опікою держави у герцогствах Веймарському та Ейзенахському від імені своїх неповнолітніх синів Анна Амалія самостійно відала від 30 серпня 1759 року. Монети з її монограмою мали на номіналі абревіатуру FSWUEOVM, що означало «Монета держави Верховної опіки Князівства Саксен-Веймар та Ейзенах».
Незважаючи на свою молодість та недосвідченість у державних справах, герцогині вдалося подолати всі труднощі, особливо фінансові, за допомогою розумних і компетентних радників. Жінка розпочала реформи судової системи, поліції (соціальна та регуляторна політика) та освіти, але вони залишилися незавершеними через супротив станів.

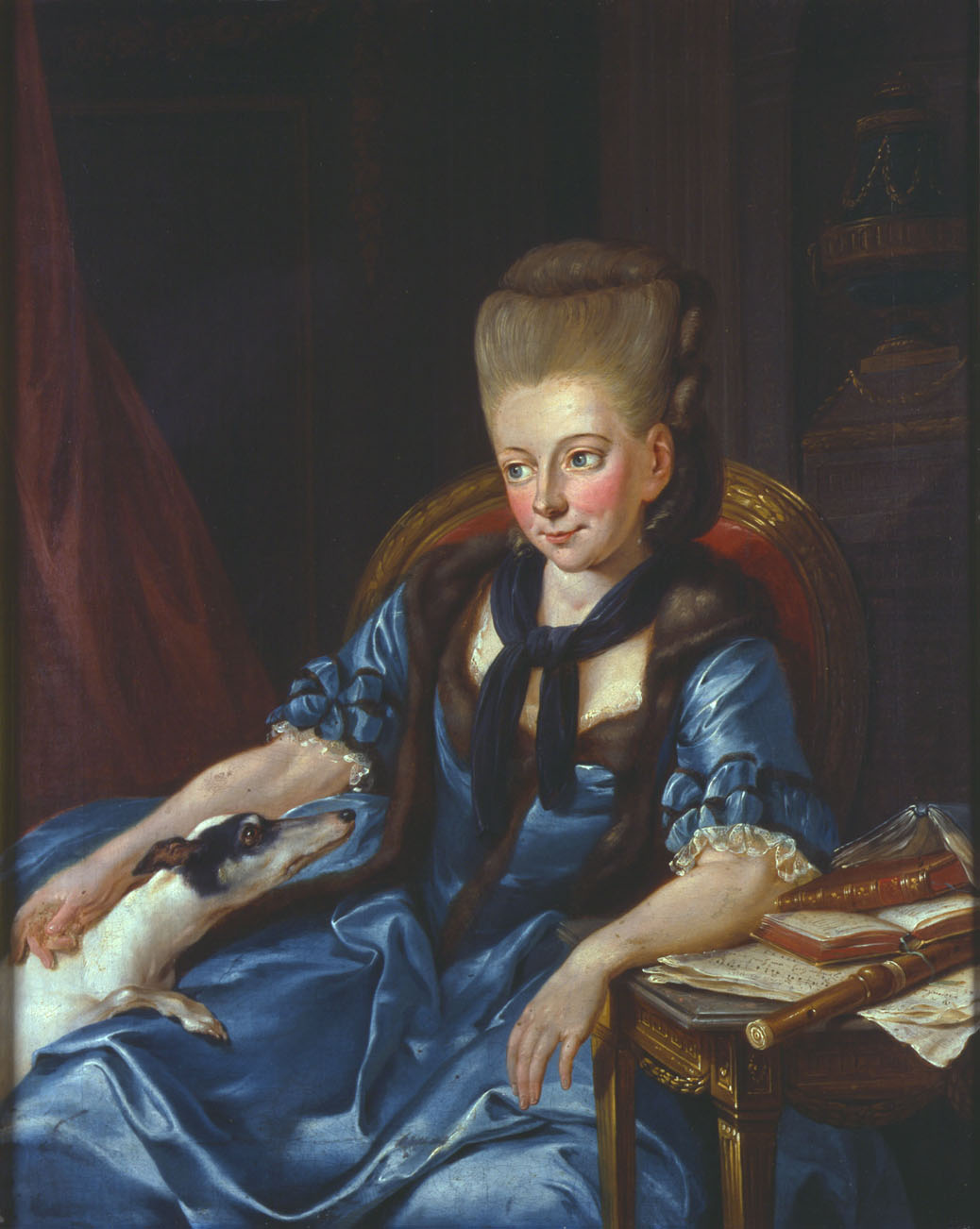
Портрет герцогині пензля Г. М. Крауса, 1774

Міські укріплення за часів її правління були значною мірою зруйновані. Камні з них використовувалися для будівництва домівок. З фортифікацій залишилися лише касова вежа, що слугувала складом для боєприпасів та амуніції, міська стіна біля верхнього рову і міська вежа, яка мала стати приміщенням для зберігання бібліотеки. Таким чином, було створено простір для розширення міста.
Верховним вихователем синів у 1762 році Анна Амалія призначила графа фон Шліца фон Герца, хоча відносини між ними завжди були недовірливими. У 1772 році вона запропонувала долучитися до групи вихователів принців поету Крістофу Мартіну Віланду. Той не був шанувальником абсолютизму, але можливість впливу на майбутнього герцога приваблювала його, і у вересні літератор прибув до Веймару. 1774 року герцогиня, за порадою прусського кронпринца, вирішила найняти поета Карла Людвіга фон Кнебеля вихователем молодшого сина та призначила його на посаду гофмайстра. Кнебель, який отримав чин фенриха у прусському війську, мав підготувати юнака до військової служби.
У 1766 році Анна Амалія ухвалила рішення про перенесення бібліотеки з жилого замку до нещодавно обставленого у стилі рококо залу в Зеленому палаці. Протегуючи культурі, у 1771 році вона запросила до Веймару акторську трупу швейцарця Абеля Зейлера, що вважалася найкращим акторським колективом Німеччини того часу. Після свого прибуття у жовтні, трупа виступала тричі на тиждень для обраних гостей при герцогському дворі й отримувала щедру зарплатню. Правителька продовжувала сама брати уроки композиції та гри на фортепіано у тодішнього ведучого музиканта Веймару Ернста Вільгельма Вольфа та зібрала коло себе гурток музикантів. Композитор Крістіан Ф. Д. Шубарт писав: «Особи першого рангу виступають на публічних концертах і змагаються з віртуозами». За її запрошенням також, отримав роботу як пангофмайстр, а згодом — як професор місцевої гімназії, критик та фольклорист Йоганн Карл Август Музеус.
Під час голоду 1771—1772 років, що забрав життя безлічі людей і тварин, роздавала народу продукти, які важко здобула сама.

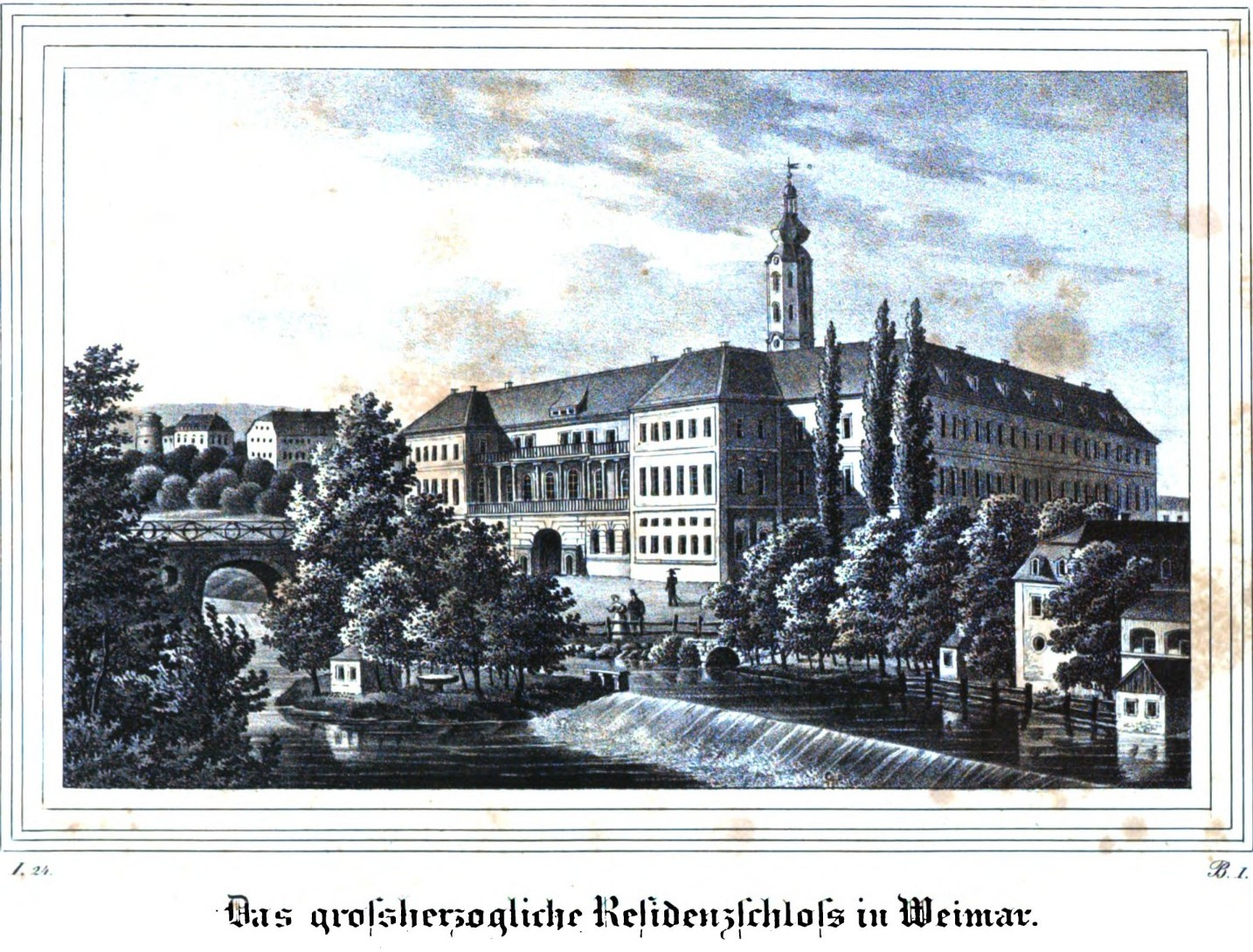
Веймарський замок

Не всі ініціативи герцогині були підтримувані. 6 травня 1774 року сталася велика пожежа у Веймарському замку, з великою ймовірністю, спричинена підпалом населенням міста, яке протестувало проти сбору, названого «повивальна копійка», введеного у 1771 році для забезпечення навчання акушерок та фінансування пологового будинку, що народ вважав непристойним. Внаслідок пожежі, придворний театр у північному  крилі будівлі був зруйнований, акторська трупа, отримавши зарплатню за чверть року та рекомендаційні листи, виїхала до двору Ернста II у Готу. Герцогиня переселилася до барокового двоповерхового міського палацу, нещодавно збудованого на місці колишнього францисканського монастиря.
Стала ініціаторкою запрошення до Веймару Йоганна Вольфганга фон Гете, який прибув до герцогства у листопаді 1775 року, вже після передачі її повноважень синові, що відбулося 3 вересня. Німецький поет вважав, що звільнення від влади стало полегшенням для жінки, оскільки її рішучий, енергійний та не схильний до компромісів характер наражав її, як регентку, на численні конфлікти. Спокійне усвідомлення того, що вона виконала свій обов’язок, супроводжувало Анну Амалію у приватне життя, де вона почувалася щасливою, оточена мистецтвом, наукою та природою.

### Подальше життя

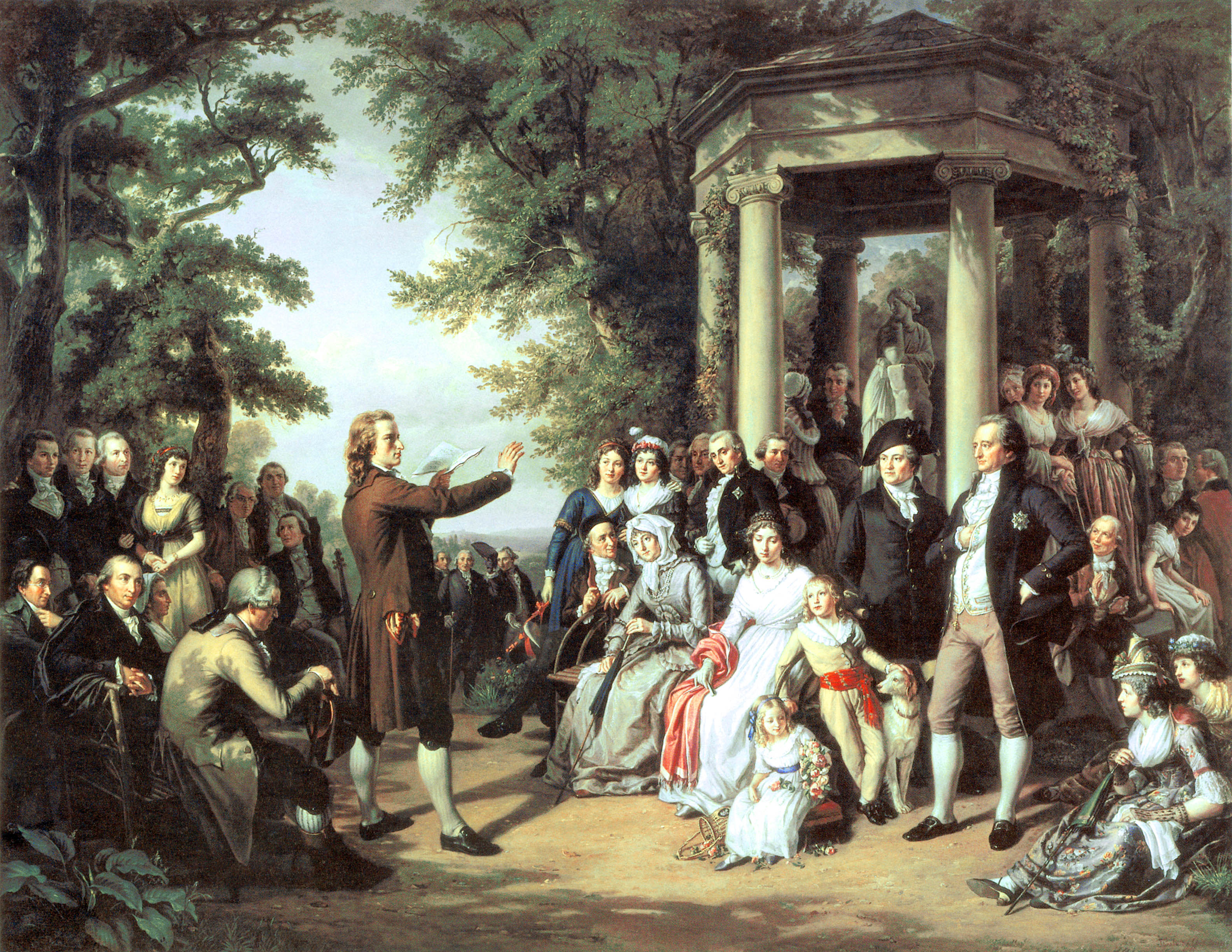
Веймарський двір муз, картина Теобальда фон Ора, 1860

Завершивши регентство, Анна Амалія продовжила жити у палаці, куди переїхала після пожежі, але придбала його у свою власність за 20 100 рейхсталерів. Протягом 1775 року в будівлі оформлювалися інтер'єри. Розпис стелі виконав художник Адам Фрідріх Озер. Не забуваючи коріння, на видному місці герцогиня розмістила портрети своїх батьків. Названий Віттумпале, палац слугував основною резиденцією герцогині до її смерті. Літо колишня правителька проводила у палацах Еттерсбург (1776—1780) і Тіфурт, який став її улюбленим місцем. Звільнена від усіх офіційних обов'язків, вона повністю присвятила себе художнім і науковим інтересам. Прагла дізнаватися та обговорювати нові ідеї, ділитися естетичними враженнями з друзями, практикувати та перевіряти власні навички та знання.
У своїх маєтках організувала безліч культурних заходів, театральних постановок, концертів, наукових та мистецьких лекцій і читань. Навіть будучи лише герцогинею-матір'ю, мала сильний вплив на культурне життя Веймару своїм «бічним двором». Їй удалося зробити столицю країни центром інтелектуального життя Німеччини. Всупереч традиціям, відкрито підтримувала талановитих недворян, літераторів і музикантів. Була щедрим меценатом.
«Великою трійцею» гуртка Анни Амалії були Гете, Вілланд, який залишив офіційну службу та став радником герцогині з літературних питань, та філософ Йоганн-Готфрід Гердер. Наприкінці століття до них доєднався Фрідріх Шиллер, який провів решту життя у Веймарі. Більше десяти років мешкав у столиці філолог і археолог Карл Август Бьоттіґер. Там же працював перекладач Фрідріх Юстін Бертух, який переклав німецькою «Дон Кіхота». Придворним скульптором ще у 1773 році був призначений Мартін Готтліб Клауер. До нього згодом доєднався живописець і гравер Конрад Горні. Загалом, сам Гете свідчив, що не було жодного видатного обличчя у Веймарі, яке б у той чи інший час не відвідувало інтелектуальні зустрічі герцогині.
Сама вона відзначалася різноманітними інтересами: брала уроки малювання у Георга Мельхіора Крауса, вивчила італійську та грецьку мови, написала кілька невеликих літературних рукописів, грала на клавесині, фортепіано, арфі, флейті, виступала як композиторка. Крім двох творів з теорії музики, створила як мінімум одну симфонію, одну ораторію, одну сонатину для різних інструментів, один дивертисмент та два зингшпилі на тексти Гете. Так, вона написала музику до зингшпілю Гете «Ервін та Ельміра», прем'єра якого відбулася 24 травня 1776 року і до 1778-го виконувалася шість разів. Загалом, її композиції видають здібного та освіченого дилетанта. На закритих концертах по середах у своєму палаці продовжувала виступати як піаністка. Разом з Гете стала організаторкою аматорської драматичної трупи «Веймарський театр закоханих» (нім. «Weimarer Liebhabertheater»). Між іншим, від 1777 року трупа грала комедію Гете «Спільники». У 1781 році герцогиня ініціювала видання світського «Тіфуртського журналу», який виходив до 1784 року. Всього було видано 49 номерів.

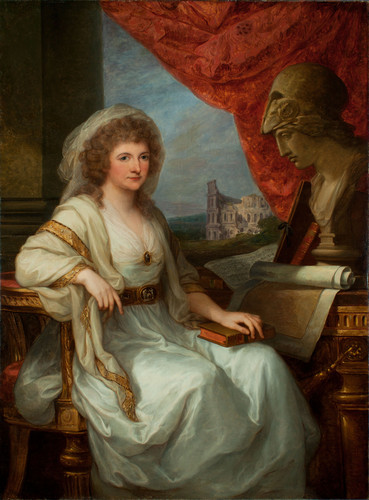
Портрет пензля Ангеліки Кауфман, 1788—1789

Віланд у 1784 році так відгукувався про Анну Амалію:
«Наша Герцогиня-Мати, здається, зростає з кожним роком у всіх якостях, які роблять принцесу дорогою та поважною для всіх, хто має до неї доступ. Вона — наша Паллада і наш Палладій одночасно, і я не розумію, як ми могли б існувати без неї».
Герцогиня шкодувала, що Веймар був ізольованим від мистецьких центрів імперії. Прагнула заповнити цей недолік особистого досвіду, виїхавши до Італії, де провела 1788—1790 роки. Організовували поїздку Гете, який перед цим здійснив власну італійську подорож, та Йоганн Фрідріх Райффенштайн. Письменник Фрідріх Гільдебранд фон Айнзідель який був камергером Анни Амалії та заступником її гофмайстра від 1775 року, також супроводжував її в мандрівці.
У Римі герцогиня мешкала на віллі Мальта, де у 1789 році її гостем з 20 лютого по 15 травня був Йоганн-Готфрід Гердер. Втім, того ж року розірвала договір оренди будівлі, дізнавшись про таємні збори масонських лож на віллі, і переїхала до Неаполю, якому віддала перевагу.  
У Неаполі брала уроки гри на гітарі у Ніколо Сіньйориля.
Після повернення до Веймару продовжувала грати на цьому інструменті, але, ймовірно, ніколи з ним не виступала. Проте, значно вплинула на розвиток і поширення гітари в німецькомовних країнах, оскільки привезла з собою до Веймару гітару та дозволила виготовлення з неї копій. Загалом, після 1790 Анна Амалія грала тільки приватно й утримувалася від появи на придворних концертах.
З осені 1791 до весни 1792 року в її міському палаці збиралося «П'ятницеве товариство», засноване Гете, на засіданнях якого читалися лекції різних вчених.
Анна Амалія пішла з життя після нетривалої хвороби 10 квітня 1807 у своєму міському палаці. Згідно висловленого бажання, була похована у веймарській церкві святих Петра та Павла.
У другій половині XIX століття Веймарський двір муз надихнув великогерцозьке подружжя Карла Александра та Софії на проведення схожих культурних заходів.

## В літературі
- У 1807 році Йоганн Вольфганг Гете написав твір «На згадку про княгиню Анну Амалію».[35]
- У 2003 році німецький автор Етторе Гібелліно видав науково-популярний твір «Гете та Анна Амалія: заборонене кохання?»,[36] який є дослідженням можливого любовного зв'язку між поетом і герцогинею.[37]

## Родина

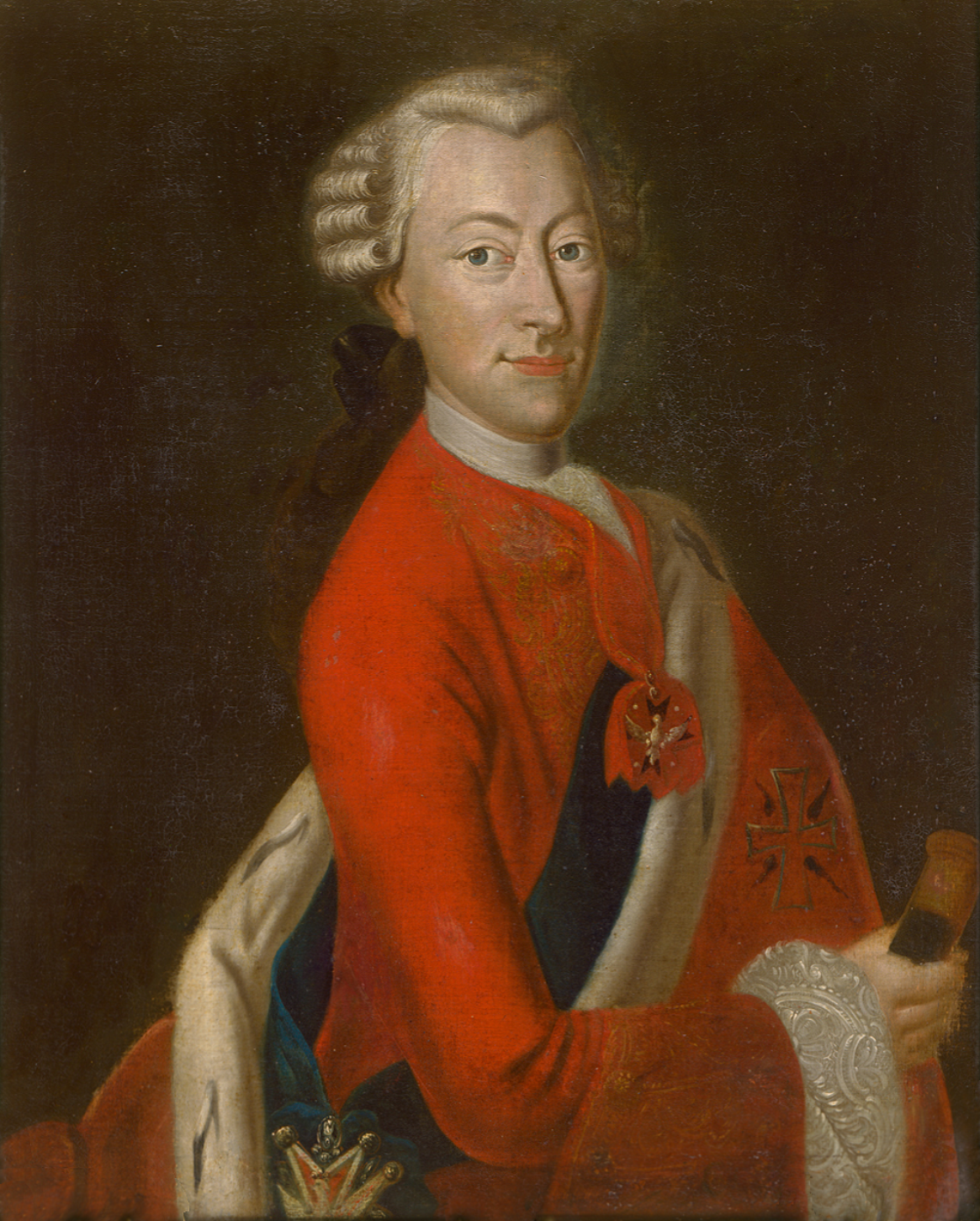
Портрет Ернста Августа II

Чоловік — Ернст Август II
Діти:
- Карл Август (1757—1828) — герцог Саксен-Веймарський та Саксен-Айзенаський у 1758—1828 роках, був одруженим з принцесою Гессен-Дармштадтською Луїзою, мав чотирьох законних дітей та кількох позашлюбних;[38]
- Фрідріх Фердинанд (1758—1793) — генерал-майор саксонського війська, одруженим не був, мав кількох позашлюбних дітей.[39]